# Électro Dépôt
Électro Dépôt est une enseigne de magasins hard-discount française spécialisée dans le loisir, le multimédia et l'électroménager. Le concept est basé sur la technique du libre-service de gros (cash and carry) et du marchandisage jumelé.
Situés en périphérie des grandes agglomérations, les dépôts s’étendent sur des surfaces de 1 500 à 2 000 m2. Les produits sont neufs et sont présentés sur palettes, en conditionnement et cartons d’origine.

## Historique
Créé en août 2003 par Pascal Roche et Phileas Réant, ce concept est inspiré d'enseignes de distribution américaines et européennes premier prix (par exemple : Costco ou Colruyt).
Le premier magasin Electro Dépôt a ouvert ses portes le 13 mai 2004 à Bruay-la-Buissière, près de Béthune (Pas-de-Calais).
En mars 2016 Electro Dépôt compte 67 points de vente, en juillet de l'année suivante, 71[source insuffisante], en octobre 2018, 83, tous en exploitation intégrée (pas de franchisés).
En 2010, le capital est détenu par la holding HTM-group qui détient également Boulanger. HTM-group qui deviendra United.b en 2021 est détenue à 88% par l’Association familiale Mulliez), les 12 % restants sont détenus par les salariés actionnaires.
En 2020, l'enseigne atteint le milliard d'euros de chiffre d'affaires HT en France, Belgique et Espagne.
En avril 2021, l'enseigne lance Reconomia, une plateforme d'électroménager reconditionné.
En mars 2025, l'enseigne Electro Dépôt compte 120 magasins en Europe : 102 en France, 13 en Belgique et 5 en Espagne.

## Produits et services

### Activité
Electro Dépôt est une enseigne appartenant à la catégorie des grandes surfaces spécialisées (GSS). Son activité repose sur la distribution de produits d’électroménager et de multimédia de marques internationales. Ces produits sont répartis en plusieurs familles produits : les petits appareils électroménagers, les gros appareils électroménagers, la micro-informatique, la mobilité urbaine, l’image et le son.

### Marques de distributeur
L'entreprise commercialise également des produits sous ses marques de distributeur.
Au total, 4 marques ont été créées par l’enseigne[source insuffisante] :
- Valberg : La marque pour équiper sa cuisine
- Edenwood :  La marque image et son
- Cosylife : La marque de petit électroménager
- High-One : La marque premier prix